# Winter Beach
Winter Beach ist ein census-designated place (CDP) im Indian River County im US-Bundesstaat Florida. Das U.S. Census Bureau hat bei der Volkszählung 2020 eine Einwohnerzahl von 3.136 ermittelt.

## Geographie
Winter Beach grenzt im Osten an die Stadt Indian River Shores. Der CDP liegt rund 5 km nördlich von Vero Beach sowie etwa 140 km südöstlich von Orlando. Im Osten von Winter Beach verläuft der Indian River, ein Teil des Intracoastal Waterways an der Ostküste Floridas.
Der CDP wird vom U.S. Highway 1 sowie der Florida East Coast Railway durchquert.

## Demographische Daten
Laut der Volkszählung 2010 verteilten sich die damaligen 2067 Einwohner auf 962 Haushalte. Die Bevölkerungsdichte lag bei 116,1 Einw./km². 88,5 % der Bevölkerung bezeichneten sich als Weiße, 6,3 % als Afroamerikaner, 0,3 % als Indianer und 1,9 % als Asian Americans. 1,3 % gaben die Angehörigkeit zu einer anderen Ethnie und 1,6 % zu mehreren Ethnien an. 8,9 % der Bevölkerung bestand aus Hispanics oder Latinos.
Im Jahr 2010 lebten in 32,7 % aller Haushalte Kinder unter 18 Jahren sowie 33,5 % aller Haushalte Personen mit mindestens 65 Jahren. 77,3 % der Haushalte waren Familienhaushalte (bestehend aus verheirateten Paaren mit oder ohne Nachkommen bzw. einem Elternteil mit Nachkomme). Die durchschnittliche Größe eines Haushalts lag bei 2,63 Personen und die durchschnittliche Familiengröße bei 2,95 Personen.
26,5 % der Bevölkerung waren jünger als 20 Jahre, 17,2 % waren 20 bis 39 Jahre alt, 29,5 % waren 40 bis 59 Jahre alt und 26,8 % waren mindestens 60 Jahre alt. Das mittlere Alter betrug 45 Jahre. 49,3 % der Bevölkerung waren männlich und 50,7 % weiblich.
Das durchschnittliche Jahreseinkommen lag bei 56.698 $, dabei lebten 23,5 % der Bevölkerung unter der Armutsgrenze.
Im Jahr 2000 war englisch die Muttersprache von 100 % der Bevölkerung.